# Grand Prix automobile de Pau 2007
La Course WTCC de France 2007 (2007 FIA WTCC Race of France) s'est déroulée lors du Grand Prix automobile de Pau 2007 qui est la 67e édition du Grand Prix de Pau. Le Grand Prix est organisé les 31 mai, 2 et 3 juin 2007.

## Format
Le Grand Prix dure 3 jours, mais les séances du WTCC n'ont lieu que les 2 derniers jours.

## Engagés
| Équipe                      | Voiture           | no | Pilotes              | Cat. |
| --------------------------- | ----------------- | -- | -------------------- | ---- |
| BMW Team UK                 | BMW 320si         | 1  | Andy Priaulx         |      |
| BMW Team Germany            | BMW 320si         | 2  | Jörg Müller          |      |
| BMW Team Germany            | BMW 320si         | 3  | Augusto Farfus       |      |
| BMW Team Italy-Spain        | BMW 320si         | 4  | Alessandro Zanardi   |      |
| BMW Team Italy-Spain        | BMW 320si         | 5  | Félix Porteiro       |      |
| Chevrolet                   | Chevrolet Lacetti | 6  | Robert Huff          |      |
| Chevrolet                   | Chevrolet Lacetti | 7  | Nicola Larini        |      |
| Chevrolet                   | Chevrolet Lacetti | 8  | Alain Menu           |      |
| SEAT Sport                  | Seat Leon         | 9  | Jordi Gené           |      |
| SEAT Sport                  | Seat Leon         | 10 | Michel Jourdain      |      |
| SEAT Sport                  | Seat Leon         | 11 | Gabriele Tarquini    |      |
| SEAT Sport                  | Seat Leon         | 12 | Yvan Muller          |      |
| SEAT Sport                  | Seat Leon         | 18 | Tiago Monteiro       |      |
| N.Technology                | Alfa Romeo 156    | 15 | James Thompson       |      |
| N.Technology                | Alfa Romeo 156    | 16 | Olivier Tielemans    |      |
| Seat Sport Italia           | Seat Leon         | 19 | Roberto Colciago     | I    |
| GR Asia                     | Seat Leon         | 20 | Tom Coronel          |      |
| GR Asia                     | Seat Leon         | 21 | Emmet O'Brien        | I    |
| GR Asia                     | Seat Leon         | 22 | Maurizio Ceresoli    | I    |
| Exagon Engineering          | Seat Leon         | 23 | Pierre-Yves Corthals | I    |
| Exagon Engineering          | Seat Leon         | 24 | Anthony Beltoise     | I    |
| Wiechers-Sport              | BMW 320si         | 26 | Stefano D'Aste       | I    |
| Scuderia Proteam Motorsport | BMW 320si         | 30 | Luca Rangoni         | I    |
| Scuderia Proteam Motorsport | BMW 320si         | 31 | Sergio Hernandez     | I    |
| Racing for Belgium          | Alfa Romeo 156    | 33 | Miguel Freitas       | I    |

| Icône | Catégorie                    |
| ----- | ---------------------------- |
| I     | Trophée des indépendants     |
| *     | non-éligible pour les points |